# Admiraliteitsformule
De Admiraliteitsformule wordt gebruikt om de snelheid van een schip te bepalen in de ontwerpfase. Het wordt tegenwoordig nog steeds gebruikt, maar slechts als grove schatting. Al in 1859 schreef B.J. Tideman in zijn Verhandeling over de scheepsbouwkunde als wetenschap al "Voor eene gemiddelde snelheid van 9½ mijl zoeke men dus in de tafel op 11 mijl."
{\displaystyle P_{B}={\frac {\Delta ^{2/3}\cdot V^{3}}{C}}}
Waarbij:

{\displaystyle \Delta } = deplacement

{\displaystyle V} = snelheid

{\displaystyle C} = Admiraliteitscoëfficiënt
De Admiraliteitscoëfficiënt hangt af van de scheepsvorm. De coëfficiënt wordt aangenomen gelijk te zijn voor schepen met een gelijk Getal van Froude {\displaystyle Fr}, blokcoëfficiënt {\displaystyle C_{B}}, prismatische coëfficiënt {\displaystyle C_{P}} en volume/lengteverhouding. Het is afhankelijk van het Getal van Reynolds {\displaystyle R_{e}} en de snelheid van het schip.
Typische waardes in [t2/3 * kn3 / kW] zijn:

Vrachtschip: 400 - 600
Bulkcarrier en tanker: 600 - 750
Koelschip: 550- 700
Oorlogsschip: 150